# Santa Cruz (Madeira)
Santa Cruz egy mintegy 10 ezer lakosú város Madeira délkeleti partján, az azonos nevű járás székhelye.
A városban torkollik a tengerbe két nagyobb patak:
- Ribeiro da Boaventura
- Ribeiro de Santa Cruz

## Népesség
| 2011 | 43 005 |

## Közlekedés
Funchal és Machico között van (utóbbitól 6 km-re); e két várossal az ER 101 út köti össze. Santa Cruzból indul Santo António da Serrába (és tovább Porto da Cruzba az ER 207 út. Santa Cruz és Machico között, részben a tengerből kiemelkedő oszlopokra támaszkodik a Cristiano Ronaldo nemzetközi repülőtér kifutópályája.

## Látnivalók
- Mánuel stílusú kőfaragványok díszítik:
  - a városházát és
  - a Szent Salvador (São Salvador) plébániatemplomot. A apszisban temették el João de Freitast, aki a környék hűbéruraként cukorexportból szerzett jövedelmének egy részéből a templomot építtette.
- A friss halkínálatáról ismert vásárcsarnok bejárata fölötti csempefríz a híres Outeiro Agueda manufaktúrában készült; a halászok és halárusok, parasztok és parasztasszonyok mindennapi munkáját mutatja be.
- A tengerparti sétányt ötletes, bazaltkavicsokból kirakott mozaikok díszítik; a sétány mellett datolyapálmák sorakoznak.
- A városka repülőtér felőli végénél, egy történelmi villában alakították ki a település kultúrházát (Casa de Cultura), ahol időszakos kiállításokat rendeznek. A ház kertjében néhány öreg sárkányfa áll.

## Testvérvárosai
- Horta, Azori-szigetek (1993)
- Mindelo, Zöld-foki-szigetek (2003)
- São Vicente, Zöld-foki-szigetek (2005)
- Sepsiszentgyörgy, Románia (2008)[2]